# David O. Selznick
Pour les articles homonymes, voir Selznick.
David O. Selznick (10 mai 1902 à Pittsburgh, Pennsylvanie – 22 juin 1965 à Hollywood, Los Angeles, États-Unis) est l'une des icônes de l'âge d'or du cinéma en tant que producteur hollywoodien. Il est en particulier connu pour avoir produit le film à grand succès Autant en emporte le vent (Gone With The Wind) pour lequel il remporte l'Oscar du meilleur film. Ce film, un des plus populaires et réussis dans l'histoire d'Hollywood, gagne aussi deux autres Oscars et deux récompenses spéciales. Selznick reçoit aussi l'Irving G. Thalberg Memorial Award la même année. Il obtient également l'Oscar du meilleur film l'année suivante pour Rebecca.

## Biographie

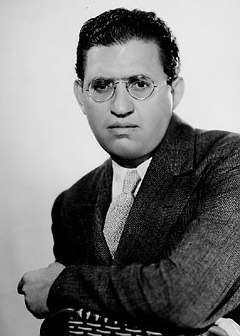
David O. Selznick en 1934.

David Oliver Selznick nait dans une famille juive. C'est le fils du distributeur Lewis J. Selznick et de Florence A. (Sachs) Selznick. Il fait ses études à l'université Columbia et travaille en tant qu'apprenti dans la compagnie de son père jusqu'à ce que celui-ci fasse faillite en 1923. En 1926, Selznick emménage à Hollywood et, grâce aux relations de son père, décroche un emploi comme assistant à la MGM. Il quitte la MGM pour la Paramount Pictures en 1928 et travaille là jusqu'en 1931, année où il rejoint la RKO comme « directeur des productions ». Les années passées à la RKO sont fructueuses, car il produit quelques films remarquables, tels que Héritage (A Bill of Divorcement), What Price Hollywood et King Kong. En 1933, il retourne à la MGM. Ses films à succès comprennent Les Invités de huit heures (Dinner at Eight), David Copperfield, Anna Karenine (Anna Karenina) et A Tale of Two Cities.
Mais Selznick désire devenir producteur indépendant et établir son propre studio de cinéma. En 1936, il atteint son but en formant la Selznick International Pictures et en distribuant ses films par United Artists. Son succès se poursuit avec des classiques comme Le Jardin d'Allah ((en) The Garden of Allah), Le Prisonnier de Zenda ((en) The Prisoner of Zenda), Une étoile est née ((en) A Star is Born), La Joyeuse Suicidée ((en) Nothing Sacred), Le Lien sacré, Intermezzo et, bien sûr, son chef-d'œuvre Autant en emporte le vent. En 1940, il produit Rebecca, le premier film hollywoodien du réalisateur Alfred Hitchcock, qui lui fait obtenir son second Oscar du meilleur film.
Après Rebecca, Selznick ferme la Selznick International Pictures et prend quelques congés. Ses activités financières incluent le prêt de plusieurs vedettes talentueuses à d'autres studios, telles qu'Alfred Hitchcock, Ingrid Bergman, Vivien Leigh et Joan Fontaine. En 1944, il retourne à la production avec la grande réussite de Depuis ton départ (Since You Went Away) qu'il écrit lui-même. Suivent aussi le grand classique, La Maison du docteur Edwardes ((en) Spellbound) et Le Portrait de Jenny ((en) Portrait of Jennie). En 1949, il coproduit l'œuvre mémorable de Carol Reed avec l'exceptionnelle participation du légendaire Orson Welles : Le Troisième Homme ((en) The Third Man).
Après Autant en emporte le vent, Selznick passe le reste de sa carrière à essayer d'égaler le succès du film avec d'autres projets. Un des plus célèbres est sans aucun doute Duel au soleil ((en) Duel in the Sun). Avec son très gros budget, le film est réputé pour sa distribution composée de vedettes et pour avoir soulevé toutes sortes d'indignations morales face au script audacieux de Selznick. Il s'avère que ce film est un des premiers que le réalisateur Martin Scorsese ait vus dans sa vie, et qui l'inspire pour son futur métier.
Selznick passe la majorité des années 1950 à consolider la carrière de sa seconde femme Jennifer Jones. Son dernier film, la super-production L'Adieu aux armes ((en) A Farewell to Arms), mettant en scène Jennifer Jones et Rock Hudson, est mal accueilli du public. Par contre, en 1954, il s'aventure victorieusement dans la production télévisée, produisant Light's Diamond Jubilee, qui entre dans l'histoire de la télévision en étant diffusé simultanément sur toutes les chaînes américaines.
Selznick est décédé le 22 juin 1965 après plusieurs crises cardiaques. Il est enterré au Forest Lawn Memorial Park Cemetery à Glendale en Californie.
En plus de sa filmographie prestigieuse, David O. Selznick avait un instinct enthousiaste pour repérer de nouveaux talents et est salué pour avoir présenté au public américain Fred Astaire, Katharine Hepburn, Ingrid Bergman, Vivien Leigh, Louis Jourdan et Alfred Hitchcock. Il n'a cessé d'avoir une influence sur Hollywood jusqu'à la fin de sa vie.

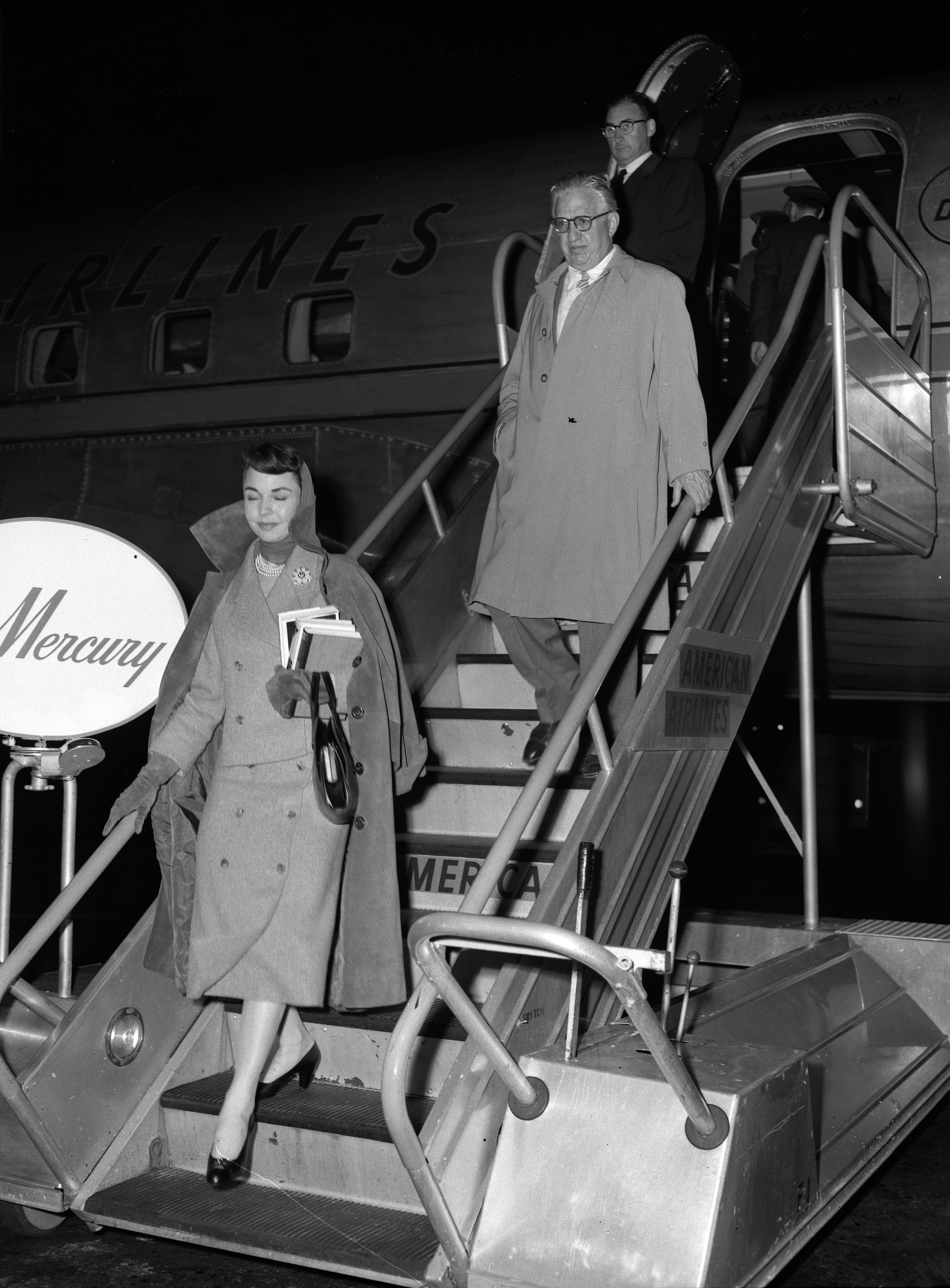
Jennifer Jones et David O. Selznick en 1957

David Selznick est connu sous le nom de David O. Selznick (il est parfois mentionné que le O tient pour Oliver), or il s'agit d'une pure invention de sa part, qui appartient désormais à la légende. Dans son livre Cinéma mémos (voir Bibliographie, dans lequel on peut découvrir comment il a mené la production du film Autant en emporte le vent ainsi que les leçons de cinéma qu'il donne à Alfred Hitchcock lors de la production de Rebecca), il débute l'introduction ainsi :
« I have no middle name. I briefly used my mother's maiden name, Sachs. I had an uncle, whom I greatly disliked, who was also named David Selznick, so in order to avoid the growing confusion between the two of us, I decided to take a middle initial and went through the alphabet to find one that seemed to me to give the best punctuation, and decided on "O". »
(Je n'ai pas de second prénom. J'ai brièvement utilisé le nom de jeune fille de ma mère, Sachs. J'avais un oncle que je n'aimais pas qui se nommait aussi David Selznick et, pour éviter les confusions de plus en plus fréquentes, j'ai voulu adopter une initiale supplémentaire : j'ai parcouru l'alphabet pour déterminer quelle lettre convenait le mieux et je me suis décidé pour le "O").
Selznick épouse Irene Mayer Selznick, la fille du patron de la MGM, Louis B. Mayer en 1930. Ils divorcent en 1948. Ils ont deux fils, Daniel Selznick et Jeffrey Selznick.
Il est marié également à l'actrice Jennifer Jones en 1949. Ils donnent naissance à une fille, Mary Jennifer Selznick (1954-1976), qui se suicide à l'âge de 22 ans en se jetant du vingt-deuxième étage d'un hôtel de Los Angeles.
Il est incarné par Ron Berglas dans RKO 281 et par Tony Curtis dans Scarlett O'Hara War.
Son frère, Myron Selznick, est l'un des agents les plus puissants d'Hollywood. Il est mort en 1944.
Pour sa contribution à l'art cinématographique, David O. Selznick possède son étoile sur l'Hollywood Walk of Fame au 7 000 Hollywood Blvd., en face de l'historique Hotel Roosevelt.

## Filmographie partielle

### En tant que producteur
- 1928 : Wyoming de W. S. Van Dyke
- 1929 : Betrayal de Lewis Milestone
- 1929 : L'Homme que j'aime (The Man I Love) de William A. Wellman
- 1929 : La Danse de la vie (The Dance of life) de John Cromwell et A. Edward Sutherland
- 1929 : Quartier chinois (Chinatown Nights) de William A. Wellman
- 1930 : La Rue de la chance (Street of Chance) de John Cromwell
- 1932 : L'Âme du ghetto (Symphony of Six Million) de Gregory La Cava
- 1932 : The Animal Kingdom de Edward H. Griffith
- 1932 : What Price Hollywood? de George Cukor
- 1932 : Les Chasses du comte Zaroff ((en) The Most Dangerous Game) de Irving Pichel et Ernest B. Schoedsack
- 1932 : Hold 'Em Jail de Norman Taurog
- 1932 : Héritage ((en) A Bill Of Divorcement) de George Cukor
- 1932 : 4 de l'aviation (The Lost Squadron) de George Archainbaud
- 1932 : Les Conquérants ((en) The Conquerors) de William A. Wellman
- 1932 : L'Oiseau de paradis (Bird Of Paradise) de King Vidor
- 1933 : La Phalène d'argent (Christopher strong) de Dorothy Arzner
- 1933 : Le Tourbillon de la danse (Dancing Lady) de Robert Z. Leonard
- 1933 : Haute Société (Our Betters), de George Cukor
- 1933 : Moi et le Baron (Meet the Baron) de Walter Lang
- 1933 : Les Invités de huit heures ((en) Dinner At Eight) de George Cukor
- 1933 : Vol de nuit ((en) Night Flight) de Clarence Brown
- 1933 : Les Quatre filles du docteur March (Little women) de George Cukor
- 1933 : King Kong de Merian C. Cooper et Ernest B. Schoedsack
- 1933 : Topaze d'Harry d'Abbadie d'Arrast
- 1934 : David Copperfield (The Personal History, Adventures, Experience, and Observation of David Copperfield, the Younger) de George Cukor
- 1934 : Viva Villa ! de Jack Conway
- 1934 : L'Ennemi public no 1 ((en) Manhattan Melodrama) de W. S. Van Dyke
- 1935 : Imprudente Jeunesse (Reckless) de Victor Fleming
- 1935 : Le Marquis de Saint-Évremont ((en) A Tale Of Two Cities) de Jack Conway
- 1935 : Anna Karénine ((en) Anna Karenina) de Clarence Brown
- 1936 : Le Jardin d'Allah ((en) The Garden Of Allah) de Richard Boleslawski
- 1937 : Le Prisonnier de Zenda ((en) The Prisoner Of Zenda) de John Cromwell
- 1937 : La Joyeuse Suicidée ((en) Nothing Sacred) de William A. Wellman
- 1937 : Une étoile est née ((en) A Star Is Born) William A. Wellman
- 1938 : La Famille sans-souci ((en) The Young In Hearth) de Richard Wallace
- 1939 : Intermezzo de Gregory Ratoff
- 1939 : Le Lien sacré ((en) Made For Each Other) de John Cromwell
- 1939 : Autant en emporte le vent ((en) Gone With The Wind) de Victor Fleming
- 1940 : Rebecca de Alfred Hitchcock
- 1944 : Depuis ton départ ((en) Since You Went Away) de John Cromwell
- 1945 : La Maison du docteur Edwardes ((en) Spellbound) de Alfred Hitchcock
- 1945 : Étranges Vacances ((en) I'll Be Seing You) de William Dieterle
- 1946 : Duel au soleil ((en) Duel In The Sun) de King Vidor
- 1947 : Le Procès Paradine ((en) The Paradine Case) de Alfred Hitchcock
- 1949 : Le Portrait de Jennie ((en) Portrait Of Jennie) de William Dieterle
- 1949 : Le Troisième homme ((en) The Third Man) de Carol Reed
- 1950 : La Renarde ((en) Gone To Earth) de Michael Powell et Emeric Pressburger
- 1954 : Station Terminus (Stazione Termini) de Vittorio De Sica
- 1957 : L'Adieu aux armes ((en) A Farewell To Arms) de Charles Vidor

### Vidéothèque
Coffret DVD « David O. Selznick », trois films (A Star Is Born, La Joyeuse Suicidée, Le Petit Lord Fauntleroy) + bonus courts-métrages de Ub Iwerks, Stephen Roberts, George Summerville, William Watson, Actualités et bandes-annonces d'époque + Livret.